# Premi Estatal de l'URSS
El Premi Estatal de l'URSS, rus: Государственная премия СССР Gosudàrstvennaia prémia SSSR fou un premi estatal anual establert pel Comitè Central del PCUS i el Consell de Ministres de l'URSS el 1966.
El Premi Estatal es va atorgar del 1967 al 1991 en l'aniversari de la Revolució d'Octubre per èxits creatius destacats en el camp de la ciència i la tecnologia, la literatura i l'art.

## Estatus
Fou el successor del Premi Stalin, atorgat el 1941-1954. Com a part de la desestalinització, el nom de Premi Estatal de l'URSS també es va utilitzar en un context històric en lloc del nom de Premi Stalin. El nou nom del premi antic es va utilitzar en els mitjans de comunicació o publicacions històriques, també es van intercanviar els diplomes i les medalles que es van lliurar als guanyadors del Premi Stalin. Per tant, tot i que el premi estatal es va introduir el 1966, el seu nom (i guanyadors) també apareix en relació amb període anterior.
El Premi Estatal de l'URSS era el segon premi monetari més gran i major de l'URSS, després del premi Lenin, que es va concedir a l'URSS del 1957 al 1991. Quan es va establir el Premi Estatal de l'URSS, la seva quantia era de 5.000 rubles (la meitat del premi Lenin). Però els requisits per al futur llorejat no eren tan elevats. Si el Premi Estatal de l'URSS es concedia "a la investigació científica que contribueixi de manera important al desenvolupament de la ciència domèstica", el Premi Lenin requeria "una investigació científica especialment destacada, obrint noves àrees en ciència i tecnologia i superant els èxits mundials en aquest camp del coneixement". Entre els guardonats hi havia escriptors, científics, artistes, fins a 100 persones anuals. Els guanyadors de tres premis foren Txinguiz Aitmàtov, Oleg Iefrémov, Vladímir Xumski, Volodímir Txelomei i Serguei Nepobedimi.
Les diverses repúbliques de la Unió varen establir premis equivalents.
El successor del Premi Estatal de l'URSS a la Federació Russa des del 1991 és el Premi Estatal de la Federació Russa.

## Guardonats amb el Premi Estatal de l'URSS en ciència i enginyeria per any
Nota: Aquesta llista no està completa.

### 1967
- Vladímir Txelomei: pel disseny de míssils
- Nikolai Fiódorovitx Makàrov: dissenyador soviètic d'armes de foc, molt destacat per la seva pistola Makàrov.
- Anatoli Gueórguievitx Vituixkin, amb l'Institut Svetklov de Matemàtiques, per una sèrie de treballs sobre variacions de conjunts i les seves aplicacions en estimacions de la complexitat dels algoritmes.

### 1968
- Pàvel Soloviov: científic en el camp de la construcció de motors d'avions
- Birutė Kasperavičienė, Bronislovas Krūminis, Vaclovas Zubras, Ṧmuelis Liubeckis: per disseny del microdistricte residencial Žirmūnai
- Aleksei Isàiev, dissenyador de motors d'avió i coets.
- Víktor Makéiev, creador de l'escola de disseny científic de coets estratègics marins de la Unió Soviètica i Rússia, dissenyador general.

### 1969
- Dmitri Likhatxov: per l'obra científica “Poètica de la vella literatura russa”, rus: Поэтика древнерусской литературы
- Olga Ladíjenskaia: matemàtica per una sèrie de treballs sobre problemes de valor de frontera per a equacions parabòliques lineals i quasilineals (1962-1967)
- Ievgueni Abramian: científic en el camp de la física experimental.
- Nikolai Rijkov, futur President del Consell de Ministres de l'URSS, per la creació i implementació de demostració complexa de soldadura mecanitzada en un bloc únic d'estructures d'enginyera soldades a Uralmaix (amb l'equip)

### 1970
- Dmitri Okhotsimski: científic en el camp de la mecànica, per treballs relacionats amb el vol de la Luna 16
- Aleksandr Berezniak: pel disseny dels míssils KSR-5 i Kh-28
- Aleksandr Nudelman dissenyador d'armes d'avions
- Aleksandr Vixznevski: cirurgià soviètic, per la proposta, desenvolupament i implementació en la pràctica mèdica d'electro-polsoteràpia d'arrítmies cardíaques

### 1971
- Aleksandr Berezniak: pel disseny del míssil Kh-22M
- Serguei Iliuixin: enginyeria aeronàutica

### 1972
- Andrei Túpolev, per la creació dels avions de passatgers d'alta velocitat Tu-134 i les seves modificacions.

### 1973
- Desenvolupament del transistor KT315.[2][3]
- Desenvolupament de la xeroradiografia mèdica.[4]
- Borís Nikolski, per una sèrie de treballs sobre la teoria d'un elèctrode de vidre i les propietats dels elèctrodes dels vidres.
- Aleksei Oklàdnikov, Víktor Xunkov, per l'obra científica de 5 volums “Història de Sibèria”, rus: История Сибири (1968-1969)

### 1974
- Borís Babaian: científic soviètic i rus, professor, desenvolupador d'enginyeria informàtica,
- Vladímir Txelomei: pel disseny de míssils

### 1975
- Ígor Selezniov: pel disseny del míssil Kh-22MA
- Serguei Vonsovski: física

### 1976
- Arseni Mirónov: per les proves de vol i introducció en servei del bombarder tàctic Su-24.
- Konstantín Feoktístov, cosmonauta i enginyer espacial rus de l'època soviètica. Membre de la primera missió de més d'una persona en la història del vol espacial tripulat (juntament amb Vladímir Komarov i Borís Iegórov).
- Volodímir Lotàriov, dissenyador ucraïnès de motors d'avió de l'època soviètica.
- Nikolai Dol·lejal, científic energètic soviètic, dissenyador de reactors nuclears.

### 1977
- Pàvel Txerenkov: física
- Iuri Knorozov: recerca lingüística
- Ígor Selezniov: pel disseny del míssil KSR-5P
- Aleksandr Iàkovlev: enginyeria aeronàutica

### 1978
- Anatoli Andriànov, amb l'Institut Steklov de Matemàtiques, per una sèrie de treballs sobre la teoria de les funcions ζ de formes modulars multidimensionals (1969-1974)
- Leonid Tatàrinov, amb l'Acadèmia de Ciències de l'URSS, per la monografia "Evolució morfològica dels teriodonts i qüestions generals de la filogenètica", rus: Морфологическая эволюция териодонтов и общие вопросы филогенетики (1976)

### 1979
- Nikolai Rijkov, futur President del Consell de Ministres de l'URSS, per la creació i implementació de màquines de colada contínua de lloses d'alt rendiment per a complexos tipus acer corbat d'alta potència (amb l'equip)
- Arkadi Ostàixev, científic soviètic i rus, membre de l'equip de llançament del primer satèl·lit artificial de la Terra i del primer cosmonauta, candidat de ciències tècniques, docent.

### 1980
- Grigori Aizenberg, pel desenvolupament i implementació de sistemes de guies d'ona d'antena per a sistemes de radar
- Víktor Kremeniuk – Institut d'estudis dels Estats Units i el Canadà (ISKRAN)

### 1981
- Valentín Panteleímonovitx Smirnov, director de l'Institut de Fusió Nuclear del Centre de Ciències Rus de l'Institut Kurtxàtov
- Fiódor Andréievitx Kuznetsov: per la ciència dels materials

### 1982[5]
- Aleksei Abrikóssov: física
- Vladímir Txelomei: pel disseny de míssils
- Serguei Txudínov, rus: Сергей Михайлович Чудинов: física[6]
- Serguei Vonsovski: física
- Nikolai Brandt: física
- Issaak Tsidilkovski, física
- Víktor Brúmberg: física
- Iuri Kopàiev: física

### 1983
- Nikolai Bogoliúbov, cap de l'Institut Stetklov de Matemàtiques; Borís Sadóvnikov, cap del departament de física experimental i teòrica de la Universitat Estatal de Moscou per la sèrie de treballs "Mètodes matemàtics de la mecànica Estadística", rus: Математические методы статистической механики (1962-1975)
- Ivan Vinogràdov, pel llibre de text "Fonaments de la teoria de nombres", rus: Основы теории чисел (1981, 9a edició)
- Dmitri Kozlov, dissenyador soviètic i rus de coets espacials. Director general i dissenyador general del Centre nacional de recerca i producció "Progress" (TsSKB Progress).

### 1984
- Jorès Alfiórov: per la sèrie de treballs “Estudis fonamentals dels processos de formació i propietats d'heterostructures amb punts quàntics i la creació de làsers basats en ells", rus: Фундаментальные исследования процессов формирования и свойств гетероструктур с квантовыми точками и создание лазеров на их основе
- Nikolai Bogoliúbov, per la sèrie de treballs "Mètode del grup de renormalització en la teoria de camps", rus: Метод ренормализационной группы в теории полей (1955-1956)
- Ígor Selezniov: pel disseny del míssil Kh-59
- Ília Vèkua, acadèmic: per la monografia “Alguns mètodes generals per a construir variants de la teoria dels sòlids deformables”
- Iuri Gleba: biologia
- Algis Petras Piskarskas: òptica no lineal
- Eugen Doga: Compositor.

### 1985
- Anatoli Morózov Per al desenvolupament i implementació de xarxes de llarg abast.[7]
- Fiódor Viléssov, Volodímir Nemoixkalenko pel desenvolupament del mètode d'espectroscòpia fotoelectrònica i la seva aplicació en ciència i tecnologia.

### 1986
- Əhliman Əmiraslanov, oncòleg
- Gennadi Leónov, matemàtiques

### 1987
- Iuri Glazkov, cosmonauta de la Soiuz 24
- Ielena Lukiànova, pel desenvolupament i la implementació de mètodes moderns d'examen endoscòpic dels òrgans digestius en nens.
- Nail H. Ibragimov: matemàtiques
- Aleksandr Nadiradze: dissenyador soviètic de sistemes de coets, especialista en el camp de la mecànica aplicada i l'enginyeria mecànica i científica.

### 1988
- Iuri Kopàiev: física
- Grigori Pikus: física
- Vladímir Démikhov: metge, pioner del trasplantament

### 1989
- Nikolai Bàssov: física
- Aleksei Fridman, Nikolai Gorkavi: ciència i tecnologia, per predir el sistema de nous satèl·lits d'Urà basat en la teoria dels processos col·lectius en entorns planetaris.
- Oleg Atkov, cosmonauta

### 1990
- Vladímir Sokolov, Director de l'Institut d'Ecologia i Evolució A. N. Severtsov, Acadèmia Russa de les Ciències .
- Aleksandr Serguéievitx Gúrvitx, cap de departament de l'Institut de Física Atmosfèrica.
- Nikolai Alekséievitx Lopatkin, uròleg i nefròleg soviètic i rus, primer cap (1978 - 2007) de l'Institut de Recerca d'Urologia del Ministeri de Salut de la RSFSR

### 1991
- Borís Deriaguin, assessor de la direcció de l'IFHAN, per la creació de la teoria de l'estabilitat de col·loides i pel·lícules primes.
- Maria Iàkolevna Ratner, rus: Мария Яковлевна Ратнер, amb l'Institut de Recerca de Transplantologia i Órgans Artificials, per investigacions fonamentals sobre el problema de la glomerulonefritis.

## Guardonats amb el Premi Estatal de l'URSS en el camp de la literatura, l'art i l'arquitectura per any
Nota: Aquesta llista no està completa.

### 1967
- Irakli Andrónikov, pel llibre "Lérmontov. Recerca i troballes", rus: Лермонтов. Исследования и находки(1964)
- Mirdza Ķempe, pel llibre de poemes "L'eternitat dels moments", letó: Mirkļu mūžība (1964)
- Otar Taktakixvili, compositor, per l'oratori “Rere les passes de Rustaveli” (text d'Irakli Abaixidze)
- Iaroslav Smeliakov, pel cicle de poemes "Dia de Rússia", rus: День России (1967)

### 1968
- Dmitri Xostakóvitx, compositor, pel poema vocal i simfònic "Execució de Stepan Razin" per a baix, cor i orquestra (1964)
- Gueorgui Svirídov, compositor, per les "Cançons de Kursk", rus: Курские песни, per a cor i orquestra
- Tahir Salahov: pintor i dibuixant, pel seu "Retrat del compositor Garà Garàiev".

### 1970
- Pavlò Virski, coreògraf, director artístic - pels programes de concerts de 1966-1969 al Teatre Estatal d'Ucraïna
- Nazib Jigànov, per la segona simfonia "Sabantui", rus: Сабантуй (1968)
- Borís Livànov, per la seva tasca d'actuació i direcció en els darrers anys en teatre i cinema
- Zurab Tsereteli, per les seves composicions de mosaics a Tbilisi i Uliànovsk

### 1971
- Aleksandr Tvardovski, per la col·lecció poètica "De les lletres d'aquests anys", rus: Из лирики этих лет (1959-1967)
- Serguei Gueràssimov, Vladímir Rapoport, Piotr Galadjev, Oleg Jàkov, Vassili Xukxín i Natàlia Belokhvóstikova pel llargmetratge A la vora del llac
- Aram Khatxaturian, per la tríada de concerts de rapsòdia (per a violí i orquestra, per a violoncel i orquestra, per a piano i orquestra)
- Vadim Kojévnikov, per les novel·les "Piotr Riabinink", rus: Пётр Рябинкин (1968) i "Unitat especial", rus: Особое подразделение (1969)

### 1972
- Mustai Karim, per la col·lecció de poemes lírics “Després d'anys”, rus: Годам вослед (1971)
- Rodion Sxedrín, per l'oratori "Lenin al cor de la gent", rus: Ленин в сердце народном i l'òpera "No només l'amor", rus: Не только любовь (1961, nova edició)
- Borís Iefímov, pels cartells i caricatures polítiques (1970-1971)

### 1973
- Vera Dúlova, arpista, pels seus programes de concerts (1969-1970) i (1971-1972)
- Mikhaïl Lukonin, pel llibre de poemes "La necessitat", rus: Необходимость (1969)
- Mikhaïl Savitski, pel cicle de pintures "Heroica Belarús" (pintures "La madonna partisana", "La porta de Vítebsk", "Al camp") i les pintures murals "La Gran Guerra Patriòtica. 1944" al Museu de la Gran Guerra Patriòtica de Minsk

### 1974
- Leonid Martínov, per a la col·lecció de poemes "Hipèrboles", rus: Гиперболы (1972)
- Kaissín Kulíev (Qaysin Quli) per a la col·lecció de poemes "Llibre de la Terra" (1972)
- Veljo Tormis, compositor: per les obres corals Lenini sõnad" ("Paraules de Lenin"), Maarjamaa ballaad ("Balada del país de Maria") i Raua needmine ("La maledicció del ferro").

### 1975
- Fiódor Abràmov, per la trilogia Priaslini
- Borís Olíinik, per a la col·lecció de poemes "Em poso a la terra", ucraïnès: Стою на землі (1973)
- Gavrïil Troiepolski, pel conte Bim blanc orella negra (1971). (

### 1976
- Mikhaïl Alekséiev, per la novel·la Ivuixka no plora, rus: Ивушка неплакучая
- Daniïl Granin, per la història "Klàvdia Vilor", rus: Клавдия Вилор (1975)
- Andrei Eixpai, per cantata titulada Lenin amb nosaltres sobre versos de Maiakovski, i el 2n concert per a piano i orquestra.
- Zulfïia, rus: Зульфия, pel llibre de poemes "Línies de memòria", rus: Строки памяти (1974) i el cicle "Arc de Sant Martí", rus: Радуга.

### 1977
- Iuri Bóndarev, per la novel·la "La riba",rus: Берег (1975).
- Dmitrò Hnatiuk, baríton, pels seus programes de concerts (1974-1976)
- Andrei Mílnikov, pel quadre Comiat

### 1978
- Andrei Voznessenski, pel llibre de poemes "Mestre de vitralls", rus: Витражных дел мастер (1976)
- Ievgueni Beliàiev, Aleksei Serguéiev, solistes del Cor de l'Exèrcit Roig, pels programes de concerts dels darrers anys.
- Víktor Astàfiev, per la història "El tsar peix", rus: Царь-рыба
- Tokay Məmmədov, escultor, pel monument a Meixadí Azizbékov a Bakú.

### 1979
- Iuri Norstein: per les pel·lícules d'animació La guineu i la llebre (1973), L'agró i la grua (1974) i L'eriçó en la boira (1975)
- Víktor Xklovski, pel llibre "Eisenstein" (2a edició, 1973)
- Róbert Rojdéstvenski, pel llibre de poemes "La veu de la ciutat", rus: Голос города (1977) i el poema "210 passos", rus: 210 шагов (1978)

### 1980
- Aleksei Arbúzov, per les obres de teatre dels darrers anys.
- Dmitri Kabalevski, pel quart concert per a piano i orquestra ("Praga").
- Pavlò Zahrebelni, per la novel·la "Acceleració", ucraïnès: Розгін (1976)

### 1981
- Pimen Pàntxanka, poeta del poble de Belarús, pel llibre de poemes "On dorm l'alosa", belarús: Где ночует жаворонок (Moscou, 1979).
- Borís Xtókolov, pels programes de concerts dels darrers anys.
- Vassili Belov, per les obres dels darrers anys del llibre "Contes i històries", rus: Повести и рассказы.
- Vladímir Xaïnski, compositor: per les cançons dels darrers anys per a nens i joves

### 1982
- Grigori Baklànov, pel conte "Sempre dinou anys", rus: Навеки — девятнадцатилетние (1979)
- Olès Hontxar, per la novel·la "El teu estel", ucraïnès: Твоя зоря (1980)
- Ian Frénkel, per les cançons dels darrers anys

### 1983
- Txinguiz Aitmàtov, per la novel·la "El dia dura més d'un segle", rus: И дольше века длится день
- Ievgueni Gabrilóvitx, Serguei Iutkévitx, Nikolai Nemoliàiev i Liudmila Kussakova pel llargmetratge Lenin a París
- Iuri Bóndarev per la novel·la "La tria", rus: Выбор (1980)

### 1984
- Bəxtiyar Vahabzadə, pels nous poemes i poemes del llibre "Som al vaixell", àzeri: Biz bir gəmidəyik (1983)
- Ievgueni Ievtuixenko, pel poema "La mare i la bomba de neutrons", rus: Мама и нейтронная бомба (1982)
- Irina Bogàtxova, pels seus programes de concerts (1981-1983)

### 1985
- Andrei Deméntiev, pel llibre de poemes "Excitació", rus: Азарт (1983)
- Vitali Koròtitx, per la novel·la "El rostre de l'odi", rus: Лицо ненависти, (1983)
- Víktar Daixuk, director de documentals belarús, pels cicles de pel·lícules "Sóc d'un poble ardent", rus: Я из огненной деревни» i "La guerra no té rostre de dona"

### 1986
- Vladímir Kàrpov, per la novel·la "El líder", rus: Полководец, (1984)
- Valentín Berlinski: un dels fundadors del Quartet Borodín a Moscou
- Iuri Baixmet, intèrpret de viola, pels programes de concerts de 1982-1985
- Vladímir Kràinev, pianista: pels programes de concerts de 1983-1985

### 1987
- Saulius Sondeckis, director d'orquestra, pels programes de concerts de l'orquestra de cambra lituana els anys 1983-1986
- Vladímir Vissotski: cantant i actor (a títol pòstum)
- Natalia Dúrova: artista de circ i escriptora, per les representacions dels darrers anys al Teatre Animal Durov
- Valentín Rasputin, per la novel·la "Foc", rus: Пожар, (1985)

### 1988
- Vladímir Dudíntsev, per la novel·la "Roba blanca" (1987)
- Lídia Ginsburg, crítica literària, pels seus llibres "Sobre l'heroi literari" (1979) i "La literatura a la recerca de la realitat" (1987)

### 1989
- Bel·la Akhmadúlina: poetessa, per l'antologia El Jardí
- Arseni Tarkovski: poeta, a títol pòstum

### 1990
- Ieleazar Meletinski: filòleg, per l'enciclopèdia Mites dels pobles del món (enciclopèdia de dos volums, 1987-1988, 2a edició)
- Mieczysław Weinberg, per la Simfonia de cambra núm. 1 i la Simfonia de cambra núm. 2

### 1991
- Bulat Okudjava: poeta i cantautor, per la col·lecció de poemes "Dedicat a Tu", rus: Посвящается Вам, (1988)
- Víktor Astàfiev, escriptor, per la història "Personal vist", rus: Зрячий посох.

## Guardonats amb el Premi Estatal de l'URSS per fites destacades en el treball
Nota:Aquesta llista no és exhaustiva.

### 1975
- Ivan Semenovitx Xevtov, per la introducció de formes efectives de gestió.
- Galina Il·lariónovna Ribakova, pels seus èxits en el rendiment dels cultius de verdures.

### 1976
- Ievgueni Panteleimónovitx Kopiov, per la iniciativa en el desenvolupament de la competència social per al desenvolupament més eficient de les capacitats de producció com a part de l'equip.
- Nikolay Ilitx Vetxerkin, per la iniciativa de trobar i utilitzar reserves per augmentar l'eficiència de la producció.

### 1977
- Nikolai Sergueievitx Leksin, per la seva activitat creativa i la seva iniciativa per augmentar els recursos energètics i de combustible i augmentar significativament l'eficiència de la producció mitjançant la intensificació dels processos de producció i l'ús més complet d'equips de mineria i de perforació com a part de l'equip.
- Guennadi Aleksàndrovitx Khudiakov, Per un augment significatiu de la productivitat laboral basat en la millora de la tecnologia de producció i l'organització del treball, la modernització d'equips i l'ús més eficient dels equips com a part de l'equip.

### 1978
- Mikhail Mitrofànovitx Javronkov, per una gran eficàcia i qualitat del treball basat en l'ús hàbil de les reserves de producció.
- Stepanida Demidovna Vixtak, per obtenir grans rendiments d'arròs, blat de moro, blat sarraí, remolatxa i lli, basat en la introducció de tecnologia avançada i bones pràctiques.

### 1979
- Mikhaïl Il·lariónovitx Kharséiev, per a una gran eficàcia i qualitat del treball en l'extracció de carbó i petroli.
- Ivan Mikhàilovitx Nagorni, per obtenir rendiments alts i sostenibles de cultius industrials, vegetals, de fruites, patates, lli, cotó i te, basat en l'aplicació dels èxits científics i la introducció de la mecanització integrada.